# Vol U.S. Air Force IFO-21
Le 3 avril 1996, un Boeing CT-43A de l'U.S. Air Force, assurant le vol IFO-21, s'est écrasé lors de la phase d'approche dans de mauvaises conditions météorologique sur Dubrovnik, en Croatie, alors qu'il effectuait une mission commerciale officielle entre Zagreb et Dubrovnik, en Croatie, avec une escale prévue à Tuzla, en Bosnie-Herzégovine. 
L'appareil, une version modifiée du Boeing 737-200 construit à l'origine comme avion d'entraînement à la navigation (T-43A) et ensuite converti en avion de transport VIP (CT-43A), transportait le secrétaire américain au Commerce Ronald Brown et 34 autres personnes, dont plusieurs PDG de grandes entreprises américaines. 
Alors qu'il tentait une approche aux instruments vers l'aéroport de Dubrovnik, le vol IFO-21 s'est écrasé sur le versant d'une montagne. Un sergent technicien de l'U.S. Air Force, Shelly Kelly, a survécu à l'impact initial, mais est décédé en chemin vers l'hôpital. Tous les autres passagers et membres d'équipages sont morts sur le coup lors l'accident.
L'avion était exploité par le 76e escadron de la 86e Escadre de transport aérien, basé à la base aérienne de Ramstein, en Allemagne. Contrairement aux 737 civils, le CT-43A n'était équipé ni d'un enregistreur de paramètres, ni d'un enregistreur phonique. 

## Enquête et causes de l'accident

Carte des derniers kilomètres du vol IFO-21. A est le premier NDB. B est le deuxième NDB. C est l'aéroport de Dubrovnik. La ' est la trajectoire approximative de l'avion. La ' est la trajectoire approximative à l'aéroport.

Le rapport officiel du Comité d'enquête sur les accidents de l'U.S. Air Force a noté plusieurs raisons qui ont conduit le Boeing CT-43A, indicatif "IFO-21" (abréviation de Implementation Force), à s'écraser. Il conclut que les principales causes de l'accident sont une défaillance dans la chaîne de commandement, une erreur de l'équipage et une mauvaise conception de la procédure d'approche aux instruments.
L'aéroport n'étant pas équipé de balises d'atterrissage ILS ni de radar d'approche, le vol IFO-21 devait effectuer une approche par balises non directionnelles (NDB) selon les règles de vol aux instruments, qui est un type d'approche aux instruments de non-précision qui n'intègrent pas de guidage vertical, vers la piste 12 lorsqu'il a dévié de sa trajectoire. Même si les approches NDB sont pour l’essentiel obsolètes aux États-Unis, elles sont encore largement utilisées dans d’autres régions du monde. En raison de leur utilisation peu fréquente aux États-Unis, de nombreux pilotes américains ne maîtrisent pas pleinement leur exécution (une enquête de la NASA a démontré que 60 % des pilotes américains qualifiés n'avaient pas effectué d'approche NDB au cours de l'année précédent l'accident). 
Le Comité d'enquête a déterminé que l'approche utilisée n'était pas approuvée pour les avions du ministère de la Défense et n'aurait pas dû être utilisée par l'équipage du vol IFO-21. Il a déterminé que l'approche NDB suivie par les pilotes nécessitait l'utilisation de deux radiocompas (ADF) opérationnels, mais cet avion n'avait qu'un seul ADF installé à bord. Pour réussir cette approche, un ADF devait suivre le cap de 119° à partir du NDB de Koločep (KLP), tandis qu'un autre ADF devait observer le moment où l'avion devait survolé le NDB de Cavtat (CV), ce qui marquait le point d'approche interrompue, à savoir là où les pilotes auraient dû monter et tourner vers la droite si la piste n'était pas en visuel. De plus, les enquêteurs ont souligné que l'approche avait été précipitée par l'équipage. L'avion a passé le repère d'approche finale à 80 nœuds (150 km/h) au-dessus de la vitesse d'approche appropriée, et n'avait pas reçu l'autorisation appropriée de la tour de contrôle pour amorcer l'approche vers la piste.

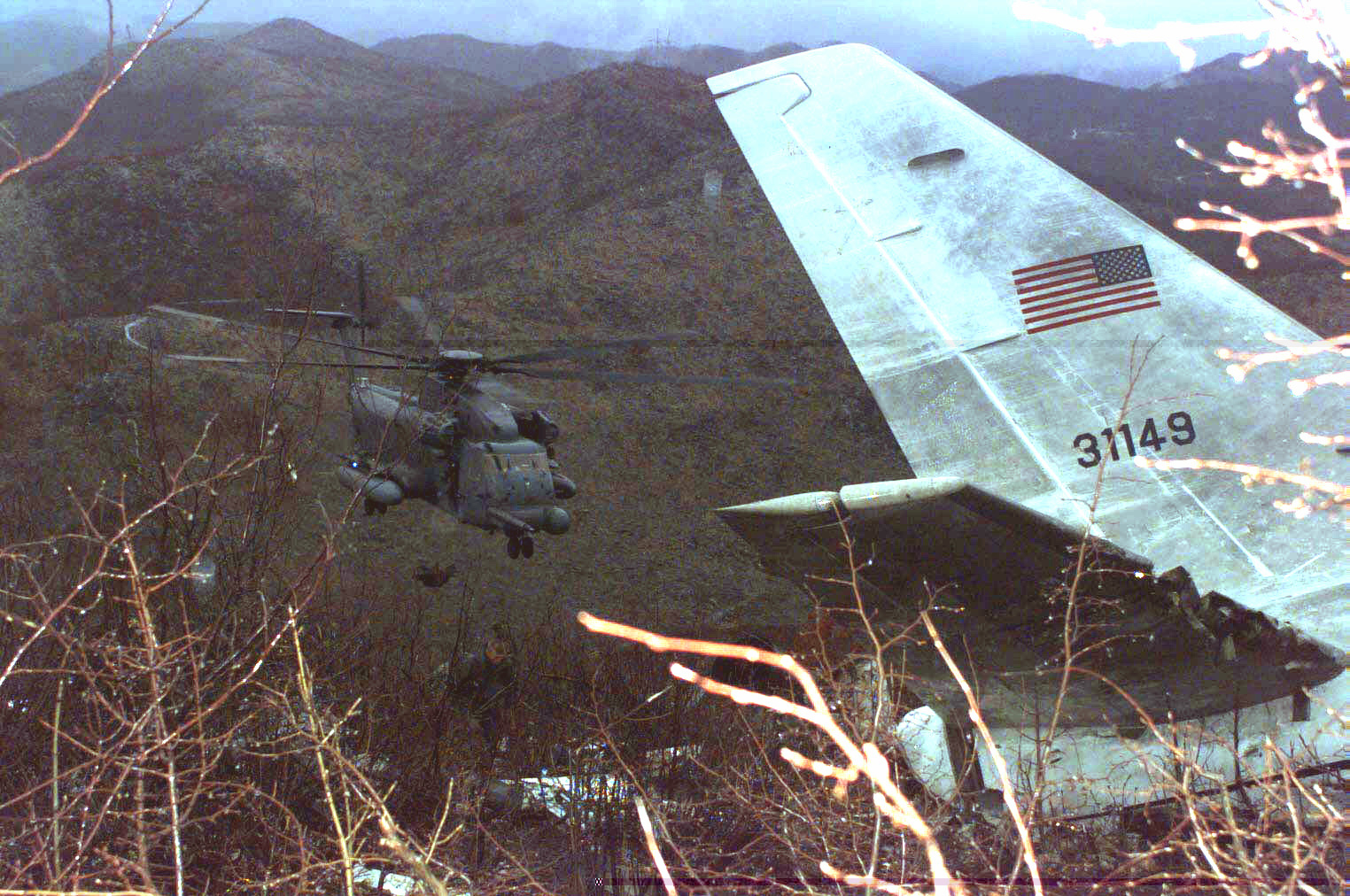
Les restes du vol IFO-21, après le crash de l'avion contre la montagne.

Le lieu de l'accident, situé sur une montagne de 700 m, se trouvait à 2,6 km au nord-est de l'endroit où l'avion aurait dû se trouver sur la route vers la balise NDB. L'approche NDB publiée par les autorités croates ont amené l'avion à entrer dans une zone vallonnée, avec une hauteur de descente minimale de 2 150 pieds (660 m) au niveau du point d'approche interrompue et la piste d'atterrissage située à 510 pieds (160 m) au-dessus du niveau de la mer. Cinq autres avions avaient atterri avant le CT-43A et n'avaient rencontré aucun problème avec les aides à la navigation. Aucun appel d'urgence des pilotes n'a été émis et ils n'ont pas amorcé d'approche interrompue , même s'ils étaient au-delà du point d'approche interrompue lorsqu'ils ont heurté la montagne à 14h57, heure locale.
Chaque pays est responsable de la publication des cartes d'approche, y compris les hauteurs minimales de descente, pour ses aéroports, et les enquêteurs ont noté que l'altitude minimale en terrain montagneux aux États-Unis est de 2 800 pieds (850 m), contre 2 150 pieds (660 m) sur la carte remise à l'équipage du vol IFO-21. L'US Air Force était tenue d'examiner et d'approuver toutes les cartes et d'interdire les vols vers les aéroports pour lesquels les cartes ne répondaient pas de manière appropriée aux normes aéronautiques américaines.

## Victimes
Trente-cinq personnes - six membres d'équipage, appartenant à l'armée américaine, et vingt-neuf passagers - sont morts dans l'accident. Trente-trois des victimes étaient américaines et deux autres était croates. Douze membres du Département du Commerce des États-Unis, dont le secrétaire Ron Brown, figurent au nombre des victimes.
- Représentants du gouvernement
  - Ronald Brown , secrétaire au Commerce
  - Duane Christian, agent de sécurité auprès du secrétaire au Commerce
  - Adam Darling, assistant confidentiel du secrétaire au Commerce
  - Gail Dobert, directrice adjointe du Bureau de liaison commerciale
  - Carol Hamilton, attachée de presse du secrétaire au Commerce
  - Kathryn Hoffman, conseillère principale pour la planification stratégique et les initiatives spéciales auprès du secrétaire au Commerce
  - Steve Kaminski, conseiller du secrétaire au Commerce
  - Kathy Kellogg, responsable du Bureau de liaison commerciale
  - Charles Meissner , secrétaire adjoint au Commerce pour le commerce international
  - William Morton, sous-secrétaire adjoint au Commerce pour le développement économique international
  - Lawrence Payne, agent du service extérieur
  - Naomi Warbasse, spécialiste du commerce international au ministère du Commerce

- Hommes d'affaires
  - Barry L. Conrad , président-directeur général de Barrington Group
  - Paul Cushman III , président- directeur général de Riggs International Banking Corp.
  - Robert E. Donovan, président et chef de la direction d'ABB Inc.
  - Claudio Elia, président-directeur général d'Air & Water Technologies Corp.
  - David Ford, président et directeur général d'InterGuard Corp. de Guardian International
  - Frank Maier, président d'Enserch International Ltd
  - Walter Murphy , vice-président senior d'AT&T Submarine Systems Inc.
  - Leonard Pieroni, président-directeur général de Parsons Corp. (en)
  - John A. Scoville, président de Harza Engineering Co. (en)
  - Donald Terner, président de Bridge Housing Corp.
  - Stuart Tholan, cadre supérieur de Bechtel
  - Robert A. Whittaker, président-directeur général de Foster Wheeler Energy International

- Équipage 
  - Capitaine Ashley Davis, pilote
  - Capitaine Tim Shafer, pilote
  - Sergent d'état-major Gerald Aldrich, mécanicien de bord
  - Sergent d'état-major Robert Farrington Jr., steward
  - Sergent Cheryl Turnege, steward
  - Sergent Shelly Kelly, steward

L'équipage était composé du pilote, le Capitaine Ashley "AJ" Davis (35 ans), employé par l'U.S. Air Force depuis 1989, qui s'était qualifié pour piloter le Boeing CT-43 en 1992, et cumulé 2 942 heures de vol au cours de sa carrière, dont 582 heures sur Boeing CT-43 ; et le copilote, le Capitaine Timothy Shafer (33 ans), également employé par l'U.S. Air Force depuis 1988, avec 2 835 heures de vol à son actif, dont 1 676 heures sur Boeing CT-43.

## Conséquences
L'aéroport de Dubrovnik a été pointé du doigt pour sa mauvaise conception des procédures d'approche et d'atterrissage.
Il s'avère qu'un certain nombre d'officiers de l'U.S. Air Force (USAF) ont contribué à une défaillance dans la chaîne de commandement, et ont tous été relevés de leurs fonctions. Par la suite, le commandant de la 86e Escadre de transport aérien, le colonel John E. Mazurowski, a été reconnu coupable de manquement au devoir et a été rétrogradé au grade de Major, tandis que 12 autres officiers ont été également incriminés.
Après le crash du vol IFO-21, l'U.S. Air Force a ordonné que tous les avions militaires soient désormais équipés d'un enregistreur de paramètres et d'un enregistreur de conversations dans le cockpit. Les avions militaires américains ne sont également plus autorisés à atterrir dans les aéroports sans l'approbation explicite du Département de la Défense des États-Unis, même pour les missions diplomatiques importantes.

## Médias
L'accident a fait l'objet d'un épisode dans la série télé Air Crash nommé « Vol officiel » (saison 4 - épisode 8).